# Cosmologie soufie
La cosmologie soufie (en arabe : الكوزمولوجية الصوفية) est un terme général pour les doctrines cosmologiques associées au soufisme. Celles-ci peuvent varier géographiquement.
La cosmologie soufie est une approche soufie de la cosmologie qui traite de la création de l'homme et de l'univers, qui, selon les mystiques, sont les fondements de l'univers religieux islamique. Selon la cosmologie soufie, la raison pour laquelle Dieu a créé ce cosmos et l'humanité est la « manifestation » et la « reconnaissance » de lui-même, comme l'indique le Hadîth Qudsi : « J'étais un trésor caché ; j'ai voulu être reconnu et j'ai créé la créature ».

## Émanation
Les soufis islamiques décrivent la descente divine et la création de l'univers et de l'humanité dans les étapes suivantes, lorsque Noor-e-Ahadi (Lumière de l'Un), sortant de son unité isolée, a voulu se manifester dans la multiplicité. Ces étapes sont également appelées « Tanzalat-e-Satta ». De nombreux saints ont expliqué ces Tanzalat-e-Satta dans leurs livres. Abu Saeed Mubarak Makhzoomi en a parlé dans son livre arabe intitulé Tohfa Mursala. Elles sont également abordées dans l'exégèse de Fusoos-ul-Hikam, un livre d'Ibn Arabi.